# Университет Синлапакон

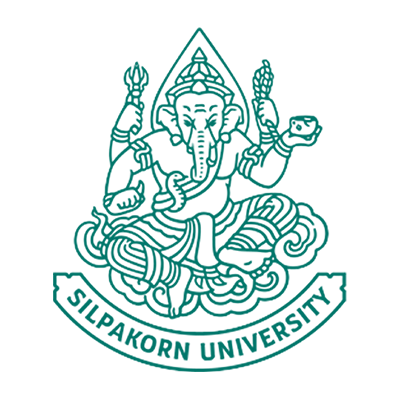
Эмблема университета Синлапакон

Университет Синлапакон (тайск.: มหาวิทยาลัยศิลปากร) – государственный университет в Таиланде. Университет Синлапакон был основан в Бангкоке в 1943 году итальянским скульптором Коррадо Ферочи (1892-1962). Коррадо Ферочи окончил Академию изящных искусств во Флоренции. В 1925 году талантливого скульптора и художника пригласили в Таиланд преподавать на факультете изящных искусств. Став гражданином Таиланда, Ферочи взял тайское имя Синлапа Пхираси. 

## История создания и развития
Профессор Синлапа Пхираси активно сотрудничал с правительством Таиланда, и всецело посвятил себя развитию художественного образования в стране. Сначала на месте будущего университета была основана маленькая школа искусства, где преподавались такие предметы, как скульптура и живопись. Обучение в школе было бесплатным. В 1943 году школа Синлапакон получила статус университета. Первым и самым главным факультетом университета Синлапакон стал Факультет живописи и скульптуры. В 1955 году был учрежден Факультет тайской архитектуры (позже его переименовали в Факультет архитектуры). Кроме того, появились еще два новых факультета: Факультет археологии и Факультет декоративно-прикладного искусства. В 1972 году в университете появился Факультет естественных наук, в 1986 году – Факультет фармацевтики, в 1992 году – Факультет инженерии и Факультет промышленных технологий, в 1999 году – Факультет музыки.
Первый в Таиланда университет искусств Синлапакон находится в самом центре Бангкока рядом с площадью Санам Луанг. Традиции национального творчества передаются мастерами из поколения в поколение, а работы художников современных направлений свидетельствуют о том, что искусство страны идет в ногу со временем. В университете находятся 4 галереи, в которых представлены картины, скульптуры, графика, архитектурные проекты, выполненные как в современной, так и в традиционной манере. Это работы студентов и преподавателей. Здесь также организуются выставки произведений ведущих тайских и зарубежных художников.

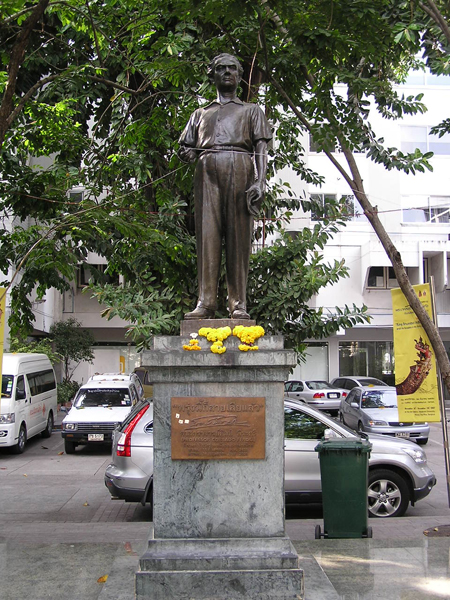
Статуя Синлапы Пхираси, основателя университета Синлапакон

В 1997 году в провинции Пхетчабури был открыт кампус университета Синлапакон. Он получил название «Кампус информационных технологий Пхетчабури». В 2001-2002 гг. в новом кампусе появились два новых факультета: Факультет наук о животных и сельскохозяйственной технике и Факультет управления наукой. В 2003 году  был создан Факультет информационно-коммуникационных технологий, а также Международный колледж Университета Синлапакон. В международном колледже разработана специальная учебная программа для студентов из зарубежных стран. У университета Синлапакон есть еще два кампуса. В 2016 году количество учеников, поступивших на учебу в Синлапакон, превысило 25 тысяч человек.
Ганеша, один из индуистских божеств, символизирующих искусство и ремесла, является эмблемой Университета Синлапакон.

## Знаменитые выпускники университета Синлапакон
- Принцесса Маха Чакри Сириндон – Принцесса Таиланда
- Принцесса Сирипхачутхапхон – Принцесса Таиланда
- Ангкхан Канлайанапхон – Народный артист Таиланда (литература), поэт
- Челимчай Кхоситпхипхат – Народный артист Таиланда (изобразительное искусство), основатель Белого храма (Ват Ронг Кхун)
- Тхаван Дучани – Народный артист Таиланда (изобразительное искусство)